# 1130 Skuld
1130 Skuld è un asteroide della fascia principale. Scoperto nel 1929, presenta un'orbita caratterizzata da un semiasse maggiore pari a 2,2288837 UA e da un'eccentricità di 0,1972626, inclinata di 2,16709° rispetto all'eclittica.
L'asteroide porta il nome di Skuld, una delle tre norne della mitologia norrena.